# Bohrlochvermessung
Bei modernen Erdöl- und Erdgasbohrungen werden, vor allem im Offshore-Bereich mehrere Bohrungen von einer Bohrplattform abgeteuft. Um Kollisionen der einzelnen Bohrungen zu vermeiden, ist es notwendig, den genauen Verlauf der einzelnen Bohrungen zu bestimmen. Wegen der Ablenkung des Erdmagnetfeldes durch bereits im Boden befindliche Schutzverrohrungen ist es nicht möglich, diese Vermessungen mittels Magnetkompass durchzuführen. Man verwendet hierzu Kreiselkompasse oder neuerdings auch inertiale Navigationssysteme, die meist an einem Messkabel in die Bohrung abgelassen werden. Kreiselkompasse übertragen Richtung und Neigung der Bohrung an die Oberfläche, wo dann die Trajektorie des Bohrlochs berechnet wird. Inertiale Navigationssysteme berechnen direkt ihren zurückgelegten Weg durch doppelte Integration der Beschleunigungswerte und die Richtung durch Integration der durch Gyroskope gemessenen Drehraten.